# Comuna Tetirka, Cervonoarmiisk
Tetirka (în ucraineană Тетірська сільська рада) este o comună în raionul Cervonoarmiisk, regiunea Jîtomîr, Ucraina, formată din satele Hodorivka, Muravnea și Tetirka (reședința).

## Demografie
Componența lingvistică a comunei Tetirka
     Ucraineană (98,65%)
     Rusă (1,01%)
Conform recensământului din 2001, majoritatea populației comunei Tetirka era vorbitoare de ucraineană (98,65%), existând în minoritate și vorbitori de rusă (1,01%).